# Pimpla kaszabi
Pimpla kaszabi là một loài tò vò trong họ Ichneumonidae.